# Pan de cantos

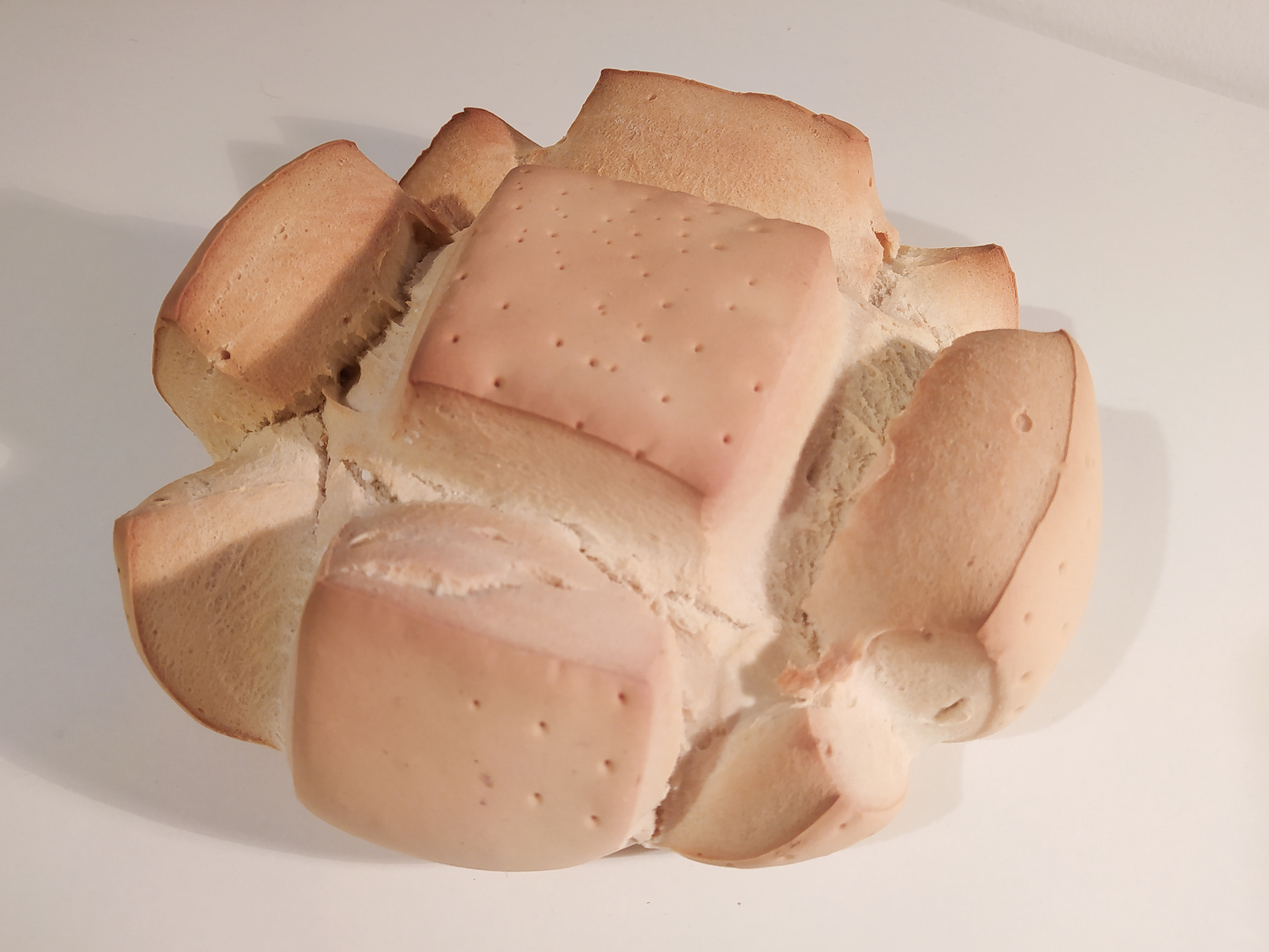
Cuarterón, llamado así en analogía a los cuarterones de una puerta

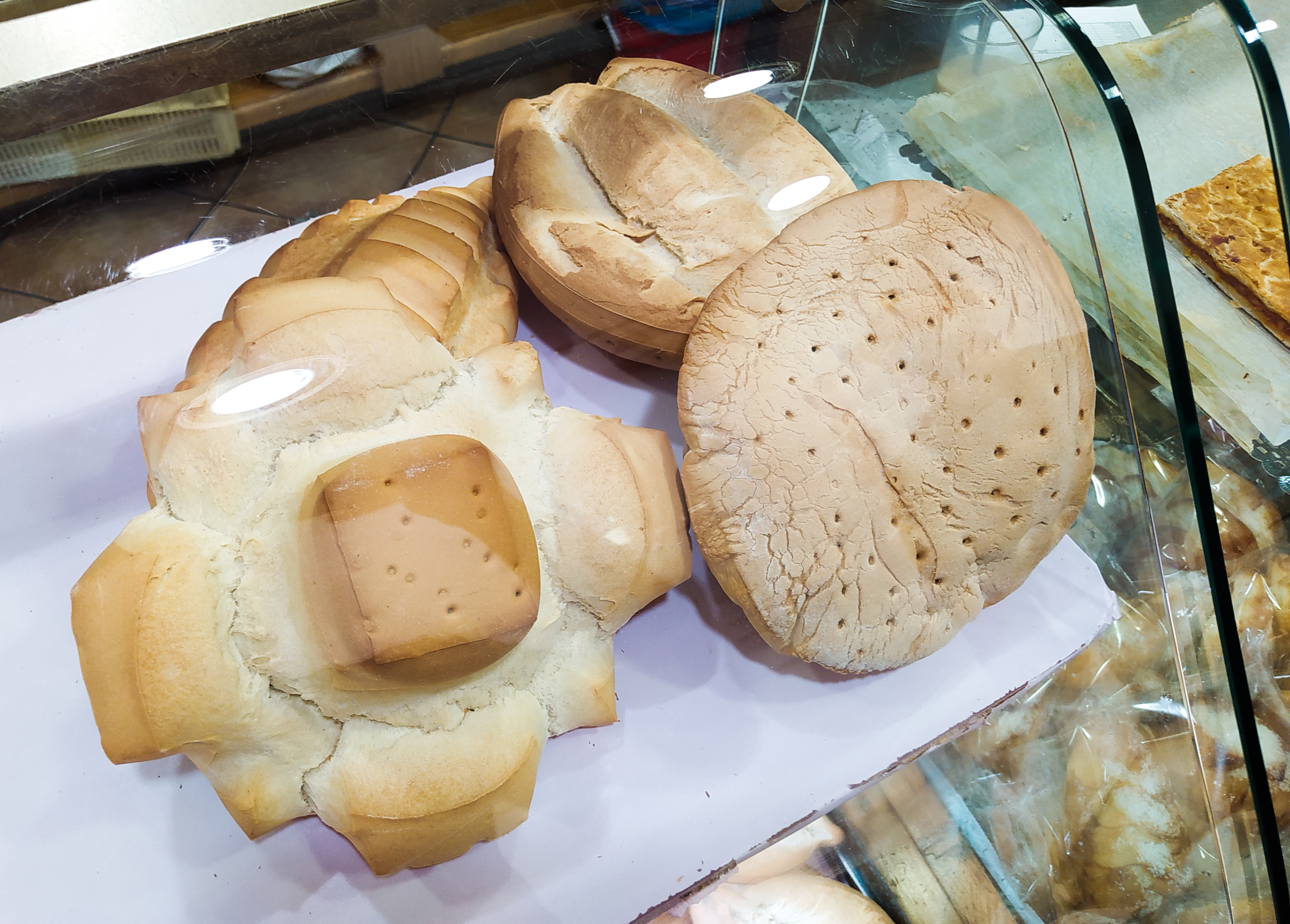
Panes típicos de Sevilla: pan de cantos (izda., enfrente), boba, bollo sevillano y picaíto

El pan de cantos o cuarterón es una variedad de pan candeal típico de la baja Andalucía y Extremadura. Contiene harina panificable suave (~W130), agua, masa madre o levadura y sal. Su peculiar aspecto similar a una flor es fruto de las profundas greñas (cortes) que se le practican antes de hornearse. De entre todas los formatos en los que se presenta el pan candeal (en libreta, en piña, en telera, en cruz, etc.), el cuarterón es el que logra alcanzar una mayor altura, lo que se traduce en una mayor cantidad de miga.
Es típico para acompañar el almuerzo, y por su forma no precisa de cuchillo; en cambio, se pellizcan sus cantos o cuarterones (que pueden ser cinco o más) para reservarse un centro esponjoso de miga para el final de la comida. También se usa en el desayuno o merienda, aliñado con aceite y azúcar (receta arquetípica del desayuno andaluz).